# 上毛パーキングエリア
上毛パーキングエリア（こうげパーキングエリア）は、福岡県築上郡上毛町にある東九州自動車道のパーキングエリアである。上毛スマートインターチェンジが併設されており、本稿ではこの施設についても記載する。

## 概要
計画時の名称は「大平パーキングエリア」（たいへいパーキングエリア）であった。これは、計画時における現地の自治体名「大平村」から来ている（大平村は2005年に新吉富村と合併して上毛町となった）。
計画時からパーキングエリアに併設してスマートインターチェンジを建設する構想があり、2012年に道路連結許可が下りたことで上毛スマートICの設置が決定した。
また大分県中津市の中心市街からみた場合、中津市内にある東九州道中津ICは市街からやや離れた位置にあるため、上毛スマートICが東九州道においての距離上の最寄りICとなっている。

## 歴史
- 2012年（平成24年）
  - 4月20日：国土交通相より上毛スマートICの設置許可。
  - 10月5日：東九州自動車道新設工事（椎田南IC〈仮称〉から宇佐IC〈仮称〉まで）ならびにこれに伴う市道および町道付替工事について国土交通相より土地収用法に基づく事業認定が公示[4]。
- 2015年（平成27年）3月1日：豊前IC - 宇佐IC間開通に伴い供用開始[2]。

## 施設

### 上り線（北九州方面）
- 駐車場[5]
  - 大型：5台
  - 小型：10台
  - 二輪：4台
  - トレーラー：2台
  - 身障者用
    - 小型：1台
- トイレ[5]
  - 男性：大3・小3
  - 女性：5
  - 身障者用：1
- EV急速充電スタンド（24時間）[5]
- 自動販売機[5]
- スマートIC[5]
  - 入口利用の場合、全ての施設の利用はできない。

### 下り線（大分方面）
- 駐車場[6]
  - 大型：5台
  - 小型：10台
  - 二輪：4台
  - トレーラー：2台
  - 身障者用
    - 小型：1台
- トイレ[6]
  - 男性：大3・小3
  - 女性：5
  - 身障者用：1
- EV急速充電スタンド（24時間）[6]
- 自動販売機[6]
- スマートIC[6]
  - 出口利用の場合、全ての施設の利用はできない。

## 上毛スマートインターチェンジ
上毛スマートインターチェンジ（こうげスマートインターチェンジ）は、東九州自動車道の上毛パーキングエリアに併設されているスマートインターチェンジである。
- 運用時間：24時間[5][6]
- 対象車種：全車[5][6]
- 利用可能方向：フル方向[5][6]
- 備考
  - 上り線：入口利用の場合、全ての施設の利用はできない[5]。
  - 下り線：出口利用の場合、全ての施設の利用はできない[6]。

### 接続する道路
- 直接接続
  - 上毛町道 音・穴ケ葉山線

- 間接接続
  - 国道10号（豊前バイパス・中津バイパス）
  - 国道212号

## 周辺
- 県境（福岡県・大分県）
- 山国川

福岡県内
- 上毛町
  - 上毛町役場
  - 大平楽（湯ノ迫温泉）
  - 道の駅しんよしとみ

大分県内
- 中津市街
  - イオンモール三光
- 道の駅なかつ

## 隣
E10 東九州自動車道
(6) 椎田南IC - (7) 豊前IC - (7-1) 上毛PA/SIC - (8) 中津IC - (9) 宇佐IC